# Pericallia intermedia
Pericallia intermedia là một loài bướm đêm thuộc phân họ Arctiinae, họ Erebidae.